# Киер (Арад)
Киер (рум. Chier) насеље је у Румунији у округу Арад у општини Тарнова. Oпштина се налази на надморској висини од 113 m.

## Становништво
Према подацима из 2002. године у насељу је живело 1195 становника.

### Попис2002.
| Расподела становништва по националности 2002.‍ | Расподела становништва по националности 2002.‍ | Расподела становништва по националности 2002.‍ | Расподела становништва по националности 2002.‍ | Расподела становништва по националности 2002.‍ |
| --------------------------------------------- | --------------------------------------------- | --------------------------------------------- | --------------------------------------------- | --------------------------------------------- |
|                                               |                                               |                                               |                                               |                                               |
| Румуни                                        | Румуни                                        |                                               | 1.010                                         | 84,5%                                         |
| Мађари                                        | Мађари                                        |                                               | 11                                            | 0,9%                                          |
| Роми                                          | Роми                                          |                                               | 62                                            | 5,2%                                          |
| Украјинци                                     | Украјинци                                     |                                               | 112                                           | 9,4%                                          |